# Homaxinella erecta
Homaxinella erecta är en svampdjursart som först beskrevs av Brøndsted 1924.  Homaxinella erecta ingår i släktet Homaxinella och familjen Suberitidae. Inga underarter finns listade i Catalogue of Life.